# Heliconius bassleri
Heliconius bassleri är en fjärilsart som beskrevs av Comstock och Brown 1950. Heliconius bassleri ingår i släktet Heliconius och familjen praktfjärilar. Inga underarter finns listade i Catalogue of Life.